# Zlatý věk science fiction

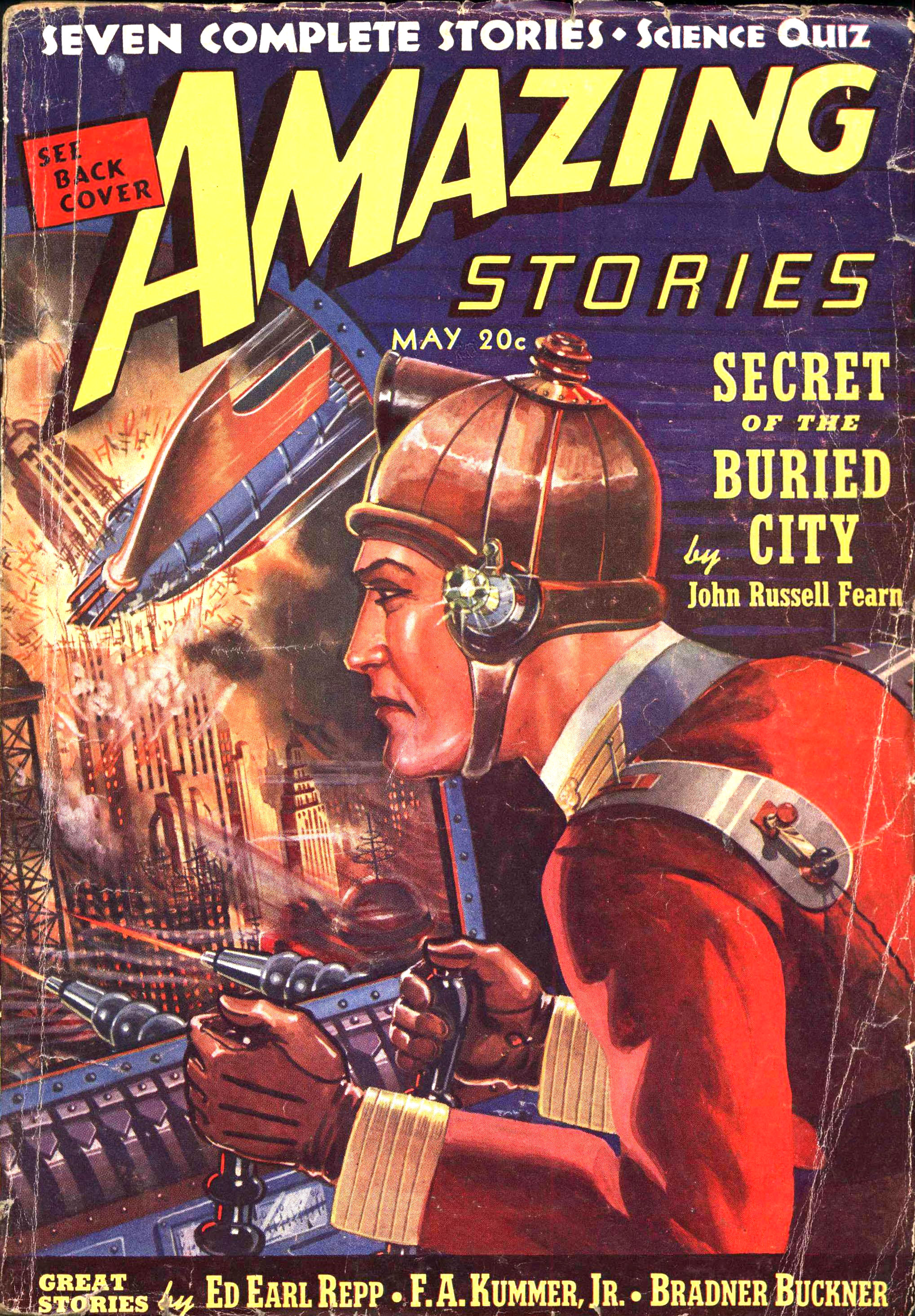
Obálka časopisu Amazing Stories (1939)

Zlatý věk science fiction (anglicky Golden Age of Science Fiction) je označení pro období americké sci-fi, převážně datované do let 1938–1946. Toto období je téměř identické s obdobím největší slávy pulpového magazínu Astounding Science Fiction, ve kterém debutovala řada nejslavnějších sci-fi autorů.

## Datování Zlatého věku
Na tom, kdy má Zlatý věk svůj počátek, panuje poměrně jasná shoda. Je jím nástup Johna W. Campbella do čela pulpového magazínu Astounding Stories. Stalo se tak v září roku 1937, ale teprve další rok přinesl ve vydávání časopisu velké změny. Campbell jednak časopis přejmenoval na Astounding Science Fiction a postupně kolem sebe shromáždil skupinu vynikajících autorů, které umělecky vedl a zásoboval je i mnoha nápady.
Mnohem obtížnější je časové určení konce Zlatého věku. Specifickým rysem tohoto období je tzv. hard science fiction, která se opírala o poznatky přírodních věd, neboť vznikala v době pro lidstvo nevídaného technického rozmachu. Rok 1946 je považován za konec Zlatého věku s ohledem na události druhé světové války, které způsobily, že se ztratil optimistický postoj k vědě a technice a pozornost autorů se začala přesouvat směrem k vnitřnímu životu člověka a k jeho snaze ubránit svoji existenci ve vztahu k okolnímu prostředí.
Za skutečný konec Zlatého věku je ale často považováno až období let 1949–1950, kdy časopis Astounding Science Fiction ztratil své dominantní postavení na trhu v oblasti sci-fi a kdy byl Campbellův technický optimismus překonán vznikem nových ambiciózních magazínů The Magazine of Fantasy & Science Fiction (zkráceně F&SF) a Galaxy Science Fiction, které umožňovaly autorům další literární vývoj.

## Vývoj žánru v období Zlatého věku
Časopis Astounding Science Fiction učinil první krok směrem k rehabilitaci science fiction jakožto seriózní literatury. Zbavil ji její pokleslé minulosti a uvedl na scénu autory, kteří pak dominovali žánru po celou druhou polovinu 20. století. Kromě toho sehrála významnou roli ve vzniku a rozvoji science fiction v tomto období skupina fanoušků zvaní Futuriáni, která vznikla roku 1938 a za jejíhož zakladatele je považován Donald A. Wollheim. Ačkoliv se činnost Futuriánů zaměřovala hlavně na publikaci fanzinů a organizaci fandomu, dokázala kolem sebe soustředit mnoho mladých fanoušků sci-fi, výtvarníků a začínajících editorů, z nichž mnozí se později stali významnými vydavateli, redaktory a spisovateli.
Pro Zlatý věk jsou typická především tato témata:
- Space opera (vesmírná opera): Ta byla původně hanlivým označením pro omšelou kosmickou sci-fi, brzy se však stala pojmem označujícím příběhy odehrávající se v kosmu a popisující vesmírné konflikty. Jde například o šestidílný tzv. Lensmanský cyklus od E. E. Smitha, jehož v pořadí třetí, čtvrtá a pátá část byla publikována v Astounding Science Fiction v letech 1937–1941 a šestá část v letech 1947–1948. Společně s E. E. Smithem je za jejího zakladatele považován Edmond Moore Hamilton.
- Mimozemšťané a mimozemské invaze: Téma mimozemských invazí na Zemi patřilo k velmi častým námětům povídek Zlatého věku. K nejslavnějším z nich patří povídka Who Goes There? (1938, Kdo je tam?) od J. W. Campbella nebo Arena (1944, Aréna) Fredrica Browna. Do popředí zájmu se však dostala i otázka porozumění neznámé inteligenci, jako například v povídce Murraye Leinstera First Contact (1945, První kontakt).
- Možný zánik lidstva způsobený vychladnutím Slunce nebo vzájemnými konflikty, evoluce člověka a jeho další sociální vývoj. Tohoto tématu využívá například Isaac Asimov ve své sérii o Nadaci, jejíž první díl Nadace vycházel na pokračování v Astounding Science Fiction v letech 1942–1944, nebo Clifford D. Simak ve svém povídkovém románu Město, jehož části vycházely rovněž v Astounding Science Fiction ve čtyřicátých letech. Patří sem i otázka, kdo bude nástupcem zmizelé lidské civilizace. V již zmíněném povídkovém románu Město jsou to inteligentní psi, ale často to jsou lidmi sestrojené stroje, jako například v povídce Though Dreamers Die (1944) od Lestera del Reye.
- Roboti a robotika: Toto téma je spojeno především s Isacem Asimovem, jehož povídky o robotech, publikované na stránkách Astounding Science Fiction během čtyřicátých let, vyšly později knižně roku 1950 pod názvem Já, robot. Asimov v nich mimo jiné definoval zákony robotiky, které jsou považovány za obecné shrnutí základních požadavků na vývoj a používání robotů.
- Historie budoucnosti (Future History), tj. série příběhů posazených do vývojové linie lidstva. Tento pojem pochází od J. W. Campbella v souvislosti s cyklem povídek Roberta A. Heinleina vydávaných od roku 1939 v Astounding Science Fiction. Do historie budoucnosti patří také již zmíněná série o Nadaci Isaca Asimova.

V povídkách Zlatého věku však přetrvávala také určitá klišé z předcházejících období, jako byl určitý rasismus (nadřazenost bílé rasy, žluté nebezpečí atp.) a zobrazování ženských hrdinek jako pasivních obětí, ohrožovaných nějakou zápornou postavou (nejčastěji mimozemšťanem). V povídkách, vydávaných v Astounding Science Fiction, se k tomu přidalo ještě tabu týkající se sexu (čtenáři byli totiž také mladí chlapci, jejichž výchova by podle tehdejšího všeobecně rozšířeného názoru mohla být erotickými tématy ohrožena), takže se v nich ženy vyskytovaly zcela ojediněle.

## Významní autoři Zlatého věku
- Robert Abernathy
- Isaac Asimov
- Alfred Bester
- James Blish
- Robert Bloch
- Nelson Slade Bond
- Leigh Brackettová
- Ray Bradbury
- Fredric Brown
- John Wood Campbell
- Arthur C. Clarke
- Hal Clement
- L. Sprague de Camp
- Lester del Rey
- Edmond Moore Hamilton
- Robert A. Heinlein
- L. Ron Hubbard
- A. Bertram Chandler
- Henry Kuttner
- Fritz Leiber
- Murray Leinster
- C. L. Mooreová
- Frederik Pohl
- Ross Rocklynne
- Eric Frank Russell
- Clifford D. Simak
- E. E. Smith
- Theodore Sturgeon
- Charles R. Tanner
- William Tenn
- Jack Vance
- A. E. van Vogt
- Jack Williamson
- John Wyndham

Na tyto autory pak navázala další generace sci-fi spisovatelů, mezi něž patří především Poul Anderson, Philip K. Dick, James E. Gunn, John Christopher, Cyril M. Kornbluth, Walter M. Miller, Jr. nebo Philip José Farmer.

## Česky vydané antologie
- Úžasné příběhy, AFSF, Praha 1993, sestavil Jaroslav Olša, jr.
- Od Heinleina po Aldisse, AFSF, Praha 1994, sestavil James Edwin Gunn.
- Na úsvitu Zlatého věku, Mustang, Plzeň 1995, sestavil Isaac Asimov.
- Na vrcholu Zlatého věku, Mustang, Plzeň 1996, sestavili Ondřej Müller a Pavel Medek.